# Albert Spaggiari
Albert Spaggiari, bijgenaamd Bert (Laragne-Montéglin, 14 december 1932 - Belluno, 8 juni 1989) was een Franse crimineel die het brein was achter een bankinbraak in Nice op 16 juli 1976. Hij werd bij verstek tot levenslang veroordeeld. Spaggiari overleed op 8 juni 1989 op 56-jarige leeftijd in een landhuis in Belluno, Italië.
- Bibliothèque nationale de France: cb126402345 (data)
- Gemeinsame Normdatei: 1287183425
- International Standard Name Identifier: 0000 0000 8927 1018
- Library of Congress Control Number: n79011209
- Bibliotheek van het Japanse parlement: 00457229
- Nederlandse Thesaurus van Auteursnamen: 097820520
- PIC: 385020
- Réseau des bibliothèques de Suisse occidentale: 02-A003851362
- Istituto Centrale per il Catalogo Unico: MILV366196
- Système universitaire de documentation: 077445813
- Virtual International Authority File: 104721187
- WorldCat: E39PBJwMCTHFJfrbgkfvfpbrv3